# José Cabrejo Mejía
José del Carmen Cabrejo Mejía (Santa Cruz, Cajamarca, 16 de diciembre de 1907 - Lima, 31 de agosto del 2003) fue un comandante general del ejército peruano y ministro de Fomento y Obras Públicas del Perú desde 1950 hasta 1951.

## Biografía
Sus padres fueron Melchor Cabrejo Vargas y Manuela Mejía de Cabrejo. Su instrucción primaria la hizo en una escuelita fiscal de su tierra natal, el distrito de Ninabamba, y la secundaria en el Colegio Nacional “San Juan” de Chota.
Al terminar la secundaria viajó a Lima y en 1926 ingresó a la Escuela Militar de Chorrillos. En 1930, se graduó como subteniente de Ingeniería con la 30ª Promoción “Tacna”. Entre 1934 y 1938 fue instructor de ingeniería en su alma mater. En 1941 ingresó a la Escuela Superior de Guerra, siendo su compañero de promoción el que en aquel entonces fuera el mayor del Ejército Venezolano Marcos Pérez Jiménez, quien posteriormente llegó a ser General de División y Presidente de la República de Venezuela. El General también fue profesor y luego jefe de la asignatura de ingeniería y transmisiones. Asimismo, fue fundador de la rama de Ingeniería del Ejército Peruano.
En 1947 viajó a los Estados Unidos para asistir al curso de Comando y Estado Mayor en Fort Leavenworth, en Kansas. En 1949 se desempeñaba como Director de Estudios de la Escuela Superior de Guerra, cuando fue nombrado Ministro de Fomento y Obras Públicas, cargo que ocupó hasta 1951, fecha en la que fue destacado al Estado Mayor de la Junta Interamericana de Defensa. En 1954, de regreso en el país, integró el “Comité Pro Erección del Monumento al Coronel Francisco Bolognesi”.
En 1958 ostentaba el grado de general de brigada, cuando fue nombrado director de la Escuela Superior de Guerra. En 1962 fue nombrado comandante general de la Segunda Región Militar y en julio de ese año inspector general del Ejército. En 1963 fue nombrado jefe del Estado Mayor General del Ejército y un año después comandante general del Ejército. Fue el primer oficial de Ingeniería en alcanzar tan alto grado.
Entre las condecoraciones que recibió podemos mencionar la “Orden del Sol del Perú”, en el grado de Gran Oficial; la “Orden Militar Ayacucho” en el grado de Gran Cruz; Gran Oficial de la “Orden de Mayo al Mérito Militar” de la República Argentina; Cruz de Primera Clase de las Fuerzas Terrestres de Venezuela, entre otras condecoraciones.
Forma su hogar en Pueblo Libre, casado con Doña Augusta Emperatriz Gutiérrez Adrianzén (nacida en la provincia de Huancabamba, departamento de Piura), hasta el día de su muerte, de quien nacieron sus hijos: Segundo José del Carmen, Manuela, Víctor Manuel, Carlos Augusto y el Almirante (r) Luis Napoleón Cabrejo Gutiérrez.
Casado en segundas nupcias con Luz Marina Villagarcía Hermoza, de cuya unión tuvo los siguientes hijos: José del Carmen y Jorge Alberto Cabrejo Villagarcía

## Golpe de Estado
En 1945, José Luis Bustamante y Rivero llegó a la presidencia con el apoyo de la Alianza Popular Revolucionaria Americana (APRA). Luego, hubo importantes desacuerdos entre Víctor Raúl Haya de la Torre, el fundador del APRA y el presidente Bustamante y Rivero.
El presidente disolvió su gabinete Aprista y lo reemplazó por uno mayormente militar. Odría, un feroz oponente del APRA, fue apuntado como Ministro de Gobierno y de la Policía. En 1948, Odría y otros elementos de la derecha le insistieron al Presidente Bustamante y Rivero para que proscribiera al APRA.
Cuando el presidente rehusó, Odría renunció a su puesto. El 29 de octubre de 1948, dirigió un exitoso golpe de Estado en contra del gobierno y tomó la presidencia. Con la supresión de garantías individuales y una Ley de Seguridad Interna, se dio libertad para encarcelar a los principales líderes apristas. Haya de la Torre se asiló en la embajada de Colombia hasta 1954.

## Ministro de Fomento y Obras Públicas
El gobierno de Odría, conocido como el Ochenio, es muchas veces comparado con el de Juan Domingo Perón en Argentina. Odría reprimió duramente al APRA, momentáneamente complació a la oligarquía. Pero al igual que Perón, siguió un curso populista que lo hizo ganar gran favor con los pobres y la gente de la clase baja. Una economía próspera le permitió llevar a cabo las políticas sociales populistas.
Al mismo tiempo, los derechos civiles fueron severamente restringidos y la corrupción fue rampante a través de todo su régimen. La gente tenía miedo de que su régimen se eternizara; es por ello que sorprendió su decisión de convocar a elecciones generales en 1956 y su anuncio de no presentarse como candidato. Fue sucedido por el expresidente, Manuel Prado y Ugarteche.
Entre sus logros más importantes figura la concesión del derecho al voto de las mujeres, promulgada el 7 de septiembre de 1955. Asimismo, también se le reconoce a Odría la construcción de las Grandes Unidades Escolares en las principales ciudades del país así como hospitales e, incluso, el Estadio Nacional. Muchas de sus obras fueron destinadas a su ciudad natal, Tarma que cuenta, hasta la actualidad, con un hospital construido bajo el mandato de Odría.

## Ministros de Estado (Gobierno de Odría)
El teniente coronel José del Carmen Cabrejo Mejía fue Ministro de Fomento y Obras Públicas en el gabinete compuesto por los siguientes ministros:
- General de Brigada Zenón Noriega Agüero - Ministro de Guerra.
- Contralmirante Roque A. Saldías Maninat - Ministro de Marina.
- Alejandro Esparza Zañartu - Ministro de Gobierno (Interior).
- General de Brigada Armando Artola - Ministro de Trabajo y Asuntos Indígenas.
- General FAP José L. Villanueva - Ministro de Aeronáutica.
- Contralmirante Ernesto Rodríguez Ventocilla - Ministro de Relaciones Exteriores.
- Contralmirante Federico Díaz Dulanto - Ministro de Relaciones Exteriores.
- Coronel Juan Mendoza Rodríguez - Ministro de Educación Pública.
- Coronel Alberto León Diaz - Ministro de Agricultura.
- Teniente coronel Augusto Villacorta - Ministro de Hacienda y Comercio.
- Coronel Alberto López - Ministro de Salud Pública y Asistencia social.
- Teniente coronel José del Carmen Cabrejo Mejía - Ministro de Fomento y Obras Públicas.
- Teniente coronel Augusto Romero Lovo - Ministro de Justicia y Culto.

## Fundador de la Provincia de Santa Cruz
Todas las gestiones llevadas a cabo a partir del primer proyecto presentado (1917), se cristalizan cuando gobernaba el país una Junta Militar de Gobierno, presidida por el General Manuel A. Odría. Para entonces también contábamos con un militar que ocupaba el Ministerio de Fomento y Obras Públicas. José del Carmen Cabrejo apoyó la creación de la Provincia de Santa Cruz de Succhabamba. El proyecto elaborado por las autoridades de Santa Cruz comprendía nueve distritos, a saber: Santa Cruz, Catache, La Esperanza, Ninabamba, Pulán, Yauyucán, Sexi, Chancay Baños y Uticyacu. No figuran naturalmente Andabamba ni Saucepampa que varios años después son elevados a la categoría de distrito.